# Henry Chavancy

a Compétitions nationales et continentales officielles uniquement.

b Matchs officiels uniquement.
Dernière mise à jour le 16 juin 2025.
Henry Chavancy, né le 22 mai 1988 à Strasbourg (Bas-Rhin), est un joueur international français de rugby à XV. Il évolue au poste de centre.

## Biographie

### Jeunesse et formation
Fils du général Pierre Chavancy, gouverneur militaire de Lyon de 2014 à 2018, et de son épouse Florence Chavancy, Henry Chavancy a une sœur nommée Hortense (née en 1994) et un frère Louis-Matthieu (né en 1990) jouant au poste de troisième ligne à Versailles en honneur. Il épouse le 11 août 2018 Magali Quinton avec qui il aura deux enfants Charlotte (née en 2019) et Côme (né en 2021).[réf. nécessaire]
Henry Chavancy est élève aux collèges Saint-Louis-de-Gonzague à Paris, puis Joseph Kessel de Djibouti, avant de rejoindre le lycée militaire de Saint-Cyr. Il étudie ensuite pendant quatre ans au sein de l'École de management Léonard de Vinci à Paris-La Défense.[réf. nécessaire]

### Carrière en club

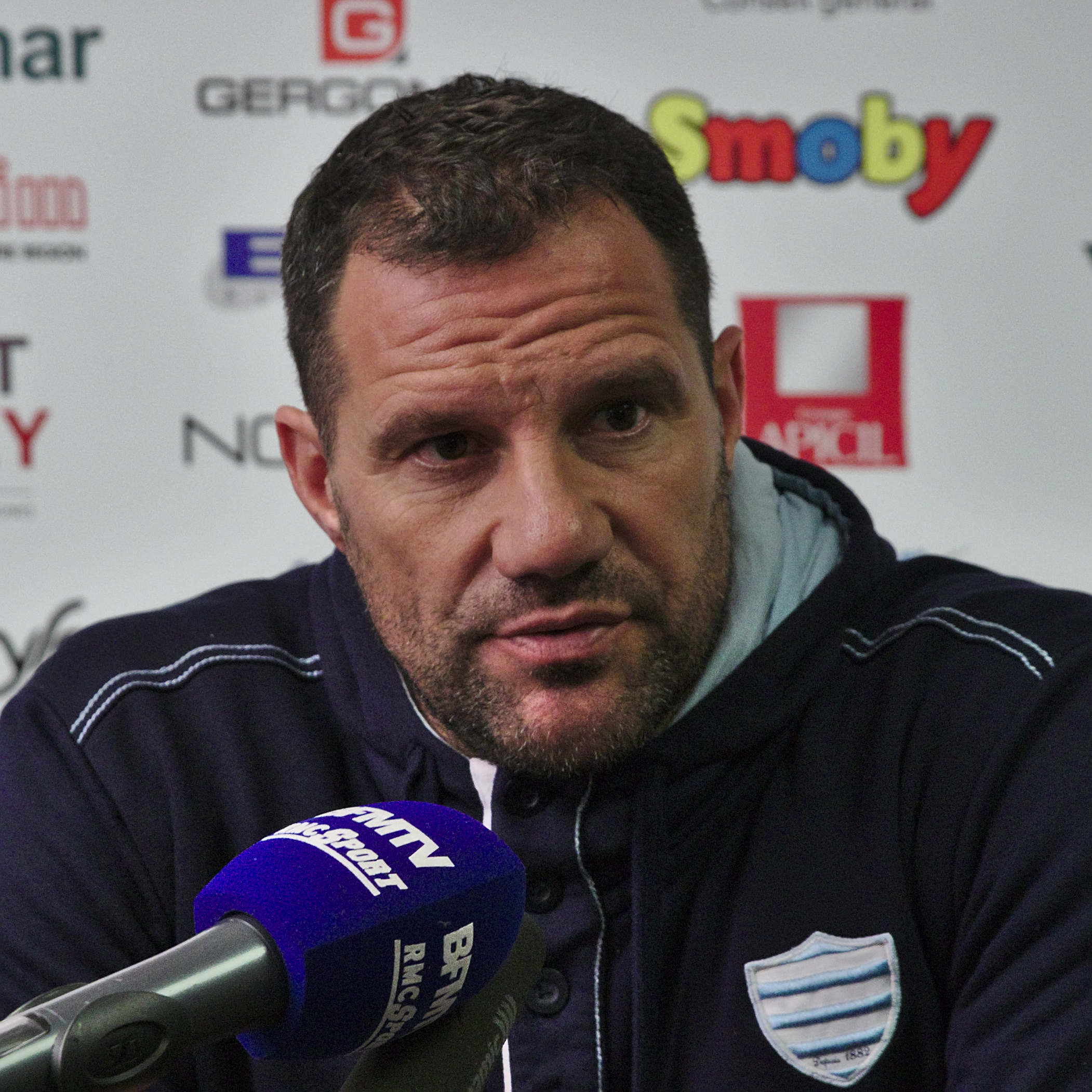
Laurent Labit, ici en 2015, est l'entraîneur de Henry Chavancy de 2013 à 2019.

Henry Chavancy commence le rugby au Rugby club nîmois avant de se former au Racing Club de France, club dans lequel il évolue depuis 1999 (catégorie benjamin). Champion de France Taddei en 2005, de Pro D2 en 2009 et de Top 14 en 2016. Barragiste du Top 14 en 2010, 2012, 2013, 2015, 2019 et demi-finaliste en 2011, 2014, 2017, 2018. Quart de finaliste de la coupe d'Europe en 2015 et 2019 et finaliste en 2016, 2018 et 2020. Il joue son premier match officiel en équipe première lors de la saison 2007-2008. Il est nommé capitaine pour la première fois en 2012.
Henry Chavancy est désigné parrain de Dan Carter pour l'accompagner lors de son passage au sein du Racing 92 de 2015 à 2018.
Depuis la saison 2019-2020, il est le capitaine du Racing 92 en alternance avec Maxime Machenaud et Teddy Iribaren. À partir de la saison 2021-2022, le capitanat alterne entre Henry Chavancy, Maxime Machenaud, Gaël Fickou, Camille Chat et parfois Virimi Vakatawa.

### Carrière internationale
International français des moins de 20 ans, il dispute le Championnat du monde en juin 2008 puis la coupe du monde universitaire à 7 la même année. En 2009 il joue durant le tournoi des Six Nations avec l'équipe de France Universitaire. En juin 2010, il est sélectionné en équipe de France A pour la Churchill Cup de rugby à XV aux États-Unis. En 2012 il est sélectionné avec le XV du président et pour la tournée des Barbarians français au Japon. Il joue de nouveau avec les Barbarians français durant les tournées d'automne 2012 et 2014 dont il sera nommé capitaine et durant la tournée en Argentine en 2015.
Il est appelé pour la première fois en équipe de France de rugby à XV en vue du Tournoi des Six Nations 2017 et connait sa première sélection contre l'Irlande (défaite 19-9) le 25 février 2017. Il enchaîne avec la tournée estivale où il est titulaire pour le premier match, contre l'Afrique du Sud, au cours duquel il inscrit un essai.
En juin 2017, l'encadrement du XV de France l'intègre dans la liste Élite des joueurs protégés par la convention FFR/LNR pour la saison 2017-2018.  
Il est sélectionné pour la tournée de novembre 2017 et joue contre les All Blacks au Groupama Stadium puis contre le Japon à la U Arena.
Jacques Brunel le titularise au centre dès le premier match du Tournoi des Six Nations 2018 contre l'Irlande.

## Statistiques

### En club
| Saison     | Saison     | Championnat | Championnat | Championnat | Coupes d'Europe    | Coupes d'Europe | Coupes d'Europe | Total année | Total année |
| Saison     | Saison     | Compétition | M           | Ess.        | Compétition        | M               | Ess.            | M           | Ess.        |
| ---------- | ---------- | ----------- | ----------- | ----------- | ------------------ | --------------- | --------------- | ----------- | ----------- |
| 2007-2008  | Racing 92  | Pro D2      | 3           | 0           | -                  | -               | -               | 3           | 0           |
| 2008-2009  | Racing 92  | Pro D2      | 19          | 6           | -                  | -               | -               | 19          | 6           |
| Sous-total | Sous-total | Pro D2      | 22          | 6           | -                  | -               | -               | 22          | 6           |
| 2009-2010  | Racing 92  | Top 14      | 22          | 4           | Challenge européen | 3               | 0               | 25          | 4           |
| 2010-2011  | Racing 92  | Top 14      | 23          | 3           | Coupe d'Europe     | 3               | 0               | 26          | 3           |
| 2011-2012  | Racing 92  | Top 14      | 22          | 7           | Coupe d'Europe     | 3               | 2               | 25          | 9           |
| 2012-2013  | Racing 92  | Top 14      | 25          | 3           | Coupe d'Europe     | 1               | 0               | 26          | 3           |
| 2013-2014  | Racing 92  | Top 14      | 27          | 0           | Coupe d'Europe     | 4               | 0               | 31          | 0           |
| 2014-2015  | Racing 92  | Top 14      | 22          | 3           | Coupe d'Europe     | 5               | 2               | 27          | 5           |
| 2015-2016  | Racing 92  | Top 14      | 21          | 4           | Coupe d'Europe     | 7               | 1               | 28          | 5           |
| 2016-2017  | Racing 92  | Top 14      | 21          | 6           | Coupe d'Europe     | 4               | 1               | 25          | 7           |
| 2017-2018  | Racing 92  | Top 14      | 16          | 2           | Coupe d'Europe     | 9               | 1               | 25          | 3           |
| 2018-2019  | Racing 92  | Top 14      | 21          | 3           | Coupe d'Europe     | 6               | 1               | 27          | 4           |
| 2019-2020  | Racing 92  | Top 14      | 14          | 1           | Coupe d'Europe     | 7               | 1               | 21          | 2           |
| 2020-2021  | Racing 92  | Top 14      | 17          | 2           | Coupe d'Europe     | 3               | 0               | 20          | 2           |
| 2021-2022  | Racing 92  | Top 14      | 17          | 1           | Coupe d'Europe     | 4               | 0               | 21          | 1           |
| 2022-2023  | Racing 92  | Top 14      | 22          | 0           | Coupe d'Europe     | 1               | 0               | 23          | 0           |
| 2023-2024  | Racing 92  | Top 14      | 22          | 1           | Coupe d'Europe     | 4               | 0               | 26          | 0           |
| 2024-2025  | Racing 92  | Top 14      | 9           | 2           | Coupe d'Europe     | 3               | 0               | 12          | 2           |
| Sous-total | Sous-total | Top 14      | 321         | 42          | Coupe d'Europe     | 67              | 9               | 388         | 51          |
| Total      | Total      | Championnat | 343         | 48          | Coupes d'Europe    | 67              | 9               | 410         | 57          |

## Palmarès

### En club
- Racing 92
  - Vainqueur du Championnat de France de 2e division en 2009
  - Vainqueur du Championnat de France en 2016
  - Finaliste de la Coupe d'Europe en 2016, 2018 et 2020

### En équipe nationale
| Édition          | Rang | Résultats France | Résultats Chavancy | Matchs Chavancy |
| ---------------- | ---- | ---------------- | ------------------ | --------------- |
| Six Nations 2017 | 3    | 3 v, 0 n, 2 d    | 0 v, 0 n, 1 d      | 1/5             |
| Six Nations 2018 | 4    | 2 v, 0 n, 3 d    | 0 v, 0 n, 1 d      | 1/5             |